# Vanilla mexicana
Vanilla mexicana é uma espécie de orquídea de hábito escandente e crescimento reptante que existe da Florida, por toda a América Central, Caribe e Amazônia chegando até o sudeste do Brasil, principalmente pelo litoral. São plantas clorofiladas de raízes aéreas; sementes crustosas, sem asas; e inflorescências de flores de cores pálidas que nascem em sucessão, de racemos laterais.}}
Trata-se de espécie, pela sua dispersão, bastante variável e com muitos sinônimos, a qual geralmente pode ser reconhecida entre as Vanilla por apresentar labelo claramente trilobado; folhas carnosas grandes com extremidade em forma de unha, e sépalas de ate 25 centímetros de comprimento por até 8 centímetros de largura; flores de sépalas medindo até 8 centímetros de comprimento.